# Arthur Compton

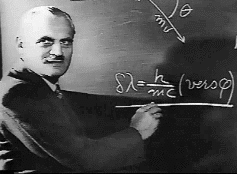
Arthur Holly Compton

Arthur Holly Compton, född 10 september 1892 i Wooster, Ohio, död 15 mars 1962, var en amerikansk fysiker som tillsammans med Peter Debye (1884–1966) visade att röntgenstrålning inte bara kan ses som vågor utan även som partiklar som han sen kallade fotoner. Genom att skicka fotoner på elektroner kunde han visa hur elektronerna rörde sig och att ljuset fått en ny våglängd. Detta blev 1923 känt som Comptoneffekten, vilken 1927 gav honom Nobelpriset i fysik tillsammans med C. T. R. Wilson.
Compton blev filosofie doktor 1916 och lärare i fysik vid University och Michigan samma år. Han var anställd vid Westinghouse lamp co. 1917–19 och bedrev vetenskapliga studier vid Cambridge 1919–20. Compton var professor i fysik vid Washington University 1920–23, och från 1923 vid University of Chicago.
Compton utförde betydande arbeten inom en rad områden av fysiken, framför allt inom atomfysiken. Bland annat utförde han våglängdsbestämningar av hårda gammastrålar. Compton lyckades också visa att röntgenstrålarna liksom det vanliga ljuset kunde totalreflekteras, och var den förste som med framgång använde diffraktionsgitter för upptagning av röntgenspektra.